# Henschoutedenia flexivitta
Henschoutedenia flexivitta är en kackerlacksart som först beskrevs av Walker, F. 1868.  Henschoutedenia flexivitta ingår i släktet Henschoutedenia och familjen jättekackerlackor. Inga underarter finns listade i Catalogue of Life.